# دانا كارلتون مونرو
دانا كارلتون مونرو (بالإنجليزية: Dana Carleton Munro)‏ هو مؤرخ أمريكي، ولد في 7 يونيو 1866، وتوفي في 13 يناير 1933.